# Donja Lupljanica
Donja Lupljanica (cyr. Доња Лупљаница) – wieś w Bośni i Hercegowinie, w Republice Serbskiej, w gminie Derventa. W 2013 roku liczyła 705 mieszkańców.